# Puchar Europy w Biegu na 10 000 metrów 2021
24. Puchar Europy w Biegu na 10 000 metrów – zawody lekkoatletyczne, które odbyły się 5 czerwca 2021 w Birmingham.

## Rezultaty

### Mężczyźni
| Konkurencja   | 1. miejsce     | Rezultat            | 2. miejsce      | Rezultat           | 3. miejsce  | Rezultat            |
| ------------- | -------------- | ------------------- | --------------- | ------------------ | ----------- | ------------------- |
| Indywidualnie | Mourad Amdouni | 27:23,39            | Bashir Abdi     | 27:24,41           | Carlos Mayo | 27:25,00            |
| Drużynowo     | Francja        | 1:23:16,93 (17 pkt) | Wielka Brytania | 1:23:33,77 (6 pkt) | Hiszpania   | 1:23:42,64 (26 pkt) |

### Kobiety
| Konkurencja   | 1. miejsce      | Rezultat           | 2. miejsce       | Rezultat            | 3. miejsce          | Rezultat            |
| ------------- | --------------- | ------------------ | ---------------- | ------------------- | ------------------- | ------------------- |
| Indywidualnie | Eilish McColgan | 31:19,35           | Selamawit Teferi | 31:19,50            | Jessica Warner-Judd | 31:20,96            |
| Drużynowo     | Wielka Brytania | 1:34:24,01 (6 pkt) | Włochy           | 1:39:32,49 (37 pkt) | Polska              | 1:40:26,05 (49 pkt) |